# Tikken Manus
Ida Nikoline Lie Lindebrække Manus (28. juni 1914 – 12. oktober 2010) var en norsk modstandskvinde under 2. verdenskrig, senere gift med forretningsmanden, Kompani Linge-løjtnanten og sabotøren Max Manus (1914–1996).
Manus var datter af fylkesmand Gjert Lindebrække (1879–1960) og søster til Høyre-politikeren Sjur Lindebrække. Hendes mor, Ida Bessesen Lie Lindebrække, var sangerinde og niece af forfatteren Jonas Lie.
Under 2. verdenskrig arbejdede Manus som sekretær ved den britiske legation i Stockholm. Hun var et vigtigt mellemled mellem sabotørene i Kompani Linge og den britiske forsvarsledelse. For sin indsats under krigen blev Manus dekoreret med Haakon VIIs Frihetsmedalje.
“Tikken” Manus døde tirsdag formiddag den 12. oktober 2010 – 96 år gammel.. Hun var bosat på Landøya i Asker kommune.